# Llista de possessions de Santanyí
Llistat de possessions del terme de Santanyí, Mallorca:
A
l'Alqueria de la Torre - l'Alqueria Poca - Ses Angoixes Noves
B
na Burguera - sa Bassa Llova
C
Can Marines - Sa Cana
P
es Pujol d'en Fullana - sa Punta - sa Punta Grossa
R
Rafal Baster - Rafal dels Porcs - Rafal Roig
S
es Serral - So n'Alegre - So n'Amer - Son Belard - Son Cosme Ponç - Son Danús - Son Danús Nou - Son Danusset - Son Danussó - Son Ferreret Vell - Son Morlà - Son Perdut - Son Ramonet - Son Rossinyol - Son Salom - Son Vidal
T
sa Talaiola
V
sa Vallet